# Wurmlingen (Tuttlingen)
Wurmlingen è un comune tedesco di 3 878 abitanti,, situato nel land del Baden-Württemberg.